# Welcome to Wherever You Are
 (mai 2020).
Si vous disposez d'ouvrages ou d'articles de référence ou si vous connaissez des sites web de qualité traitant du thème abordé ici, merci de compléter l'article en donnant les références utiles à sa vérifiabilité et en les liant à la section « Notes et références ».
Welcome to Wherever You Are est le huitième album du groupe australien INXS.
L'album est sorti en aout 1992. Il reçoit un accueil favorable de la part des critiques. Malgré un manque de promotion par le label et avec l'absence de tournée, l'album s'est très bien vendu, sans toutefois rencontrer le même succès que les deux précédents, Kick et X.

## Liste des titres
1. Questions - 2.07
2. Heaven Sent - 3.16
3. Communication - 5.18
4. Taste It - 3.21
5. Not Enough Time - 4.10
6. All Around - 3.18
7. Baby Don't Cry - 4.45
8. Beautiful Girl - 3.27
9. Wishing Well - 3.25
10. Back on Line - 3.12
11. Strange Desire - 4.08
12. Men and Women - 4.33